# 1151 Ithaka
Az 1151 Ithaka (ideiglenes jelöléssel 1929 RK) a Naprendszer kisbolygóövében található aszteroida. Karl Wilhelm Reinmuth fedezte fel 1929. szeptember 8-án, Heidelbergben.